# 拉波夫拉德韦尼法萨
拉波夫拉德韦尼法萨，是西班牙瓦伦西亚自治区卡斯特利翁省的一个市镇。总面积136平方公里，总人口227人（2001年），人口密度2人/平方公里。